# Jean Rémusat
Pour les articles homonymes, voir Rémusat.
Jean Rémusat est un flûtiste et compositeur français né le 11 mai 1815 à Bordeaux et mort le 1er septembre 1880 à Shanghai. 

## Biographie
Jean Rémusat naît le 11 mai 1815 à Bordeaux,.  
Élève de Jean-Louis Tulou, il obtient en 1832 un 1er prix de flûte au Conservatoire de Paris,.  

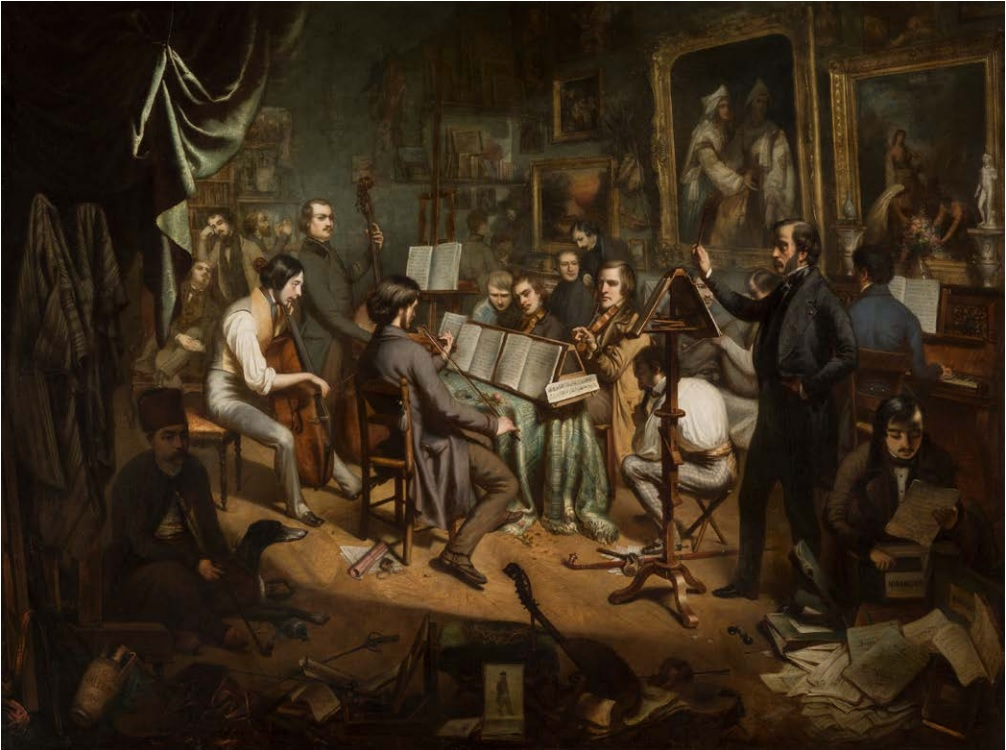
Charles Valfort, Un concert à l’atelier, 1847. Le nom de Rémusat est lisible sur une des partitions.

Comme musicien, il est membre de l'Orchestre de l'Opéra de Paris en 1847 et 1848, mais se produit essentiellement à Londres, où il devient flûte solo de l'Orchestre du Queen's Theatre, poste qu'il occupe jusqu'en 1853. À la faillite de l'établissement britannique il revient en France, est première flûte à l'Orchestre du Théâtre-Lyrique, puis retourne en Angleterre vers 1856,,.  
Fétis loue ses qualités d'interprète et vante ses « beau son, articulation brillante dans les traits et belle manière de phraser, [qui] sont les avantages qui lui ont procuré du succès partout où il s'est fait entendre »,.    
En 1859-1860, Rémusat dirige à Londres un théâtre d'opéra-comique, avant de s'établir à Bordeaux, où il devient flûtiste puis chef d'orchestre au Grand-Théâtre. En 1863, il fonde dans la cité girondine des Concerts populaires de musique classique,,.    
En 1868, il part pour Shanghai afin d'y diriger la Société philharmonique, et meurt en Chine le 1er septembre 1880.    
Comme compositeur, Jean Rémusat est l'auteur de très nombreuses œuvres pour son instrument, des concertinos, fantaisies, airs variés et divers morceaux de salon, une musique qualifiée d'« agréable et brillante » par Fétis,,.